# Religião na Suécia
Religião na Suécia (2016)
Tendo sido pagã até o século XI, atualmente a Suécia tem a maioria da população de luteranos.
As campanhas de cristianização tiveram  início em 829, e por volta do ano 1000 o cristianismo tinha alcançado considerável influência. A partir da Reforma Protestante, na década de 1530, o país tornou-se luterano, e a Igreja da Suécia (Svenska kyrkan) manteve o status de religião de estado até 2000.

## Paganismo nórdico
Antes do século XI, os suíones praticavam o paganismo nórdico, adorando deuses Æsir e tendo como centro de culto o Templo de Upsália. A forma e a localização desse templo são pouco documentadas, mas o local é referido nas sagas nórdicas e na Feitos dos Danos, de Saxão Gramático. Também é descrito por Adão de Brema. Provavelmente foi destruído pelo rei Ingo I, em 1087, durante a última batalha conhecida entre pagãos e cristãos.
Embora a mitologia nórdica, como religião, tenha sido oficialmente abandonada a partir da cristianização da Escandinávia, a crença em vários mitos como tomtar, trolls e duendes permaneceu por muito tempo no folclore escandinavo. Atualmente há um pequeno número de praticantes do neopaganismo, adeptos da mitologia nórdica, destacando-se a comunidade Ásatrú da Suécia (Sveriges Asatrosamfund)

## Cristianização da Suécia

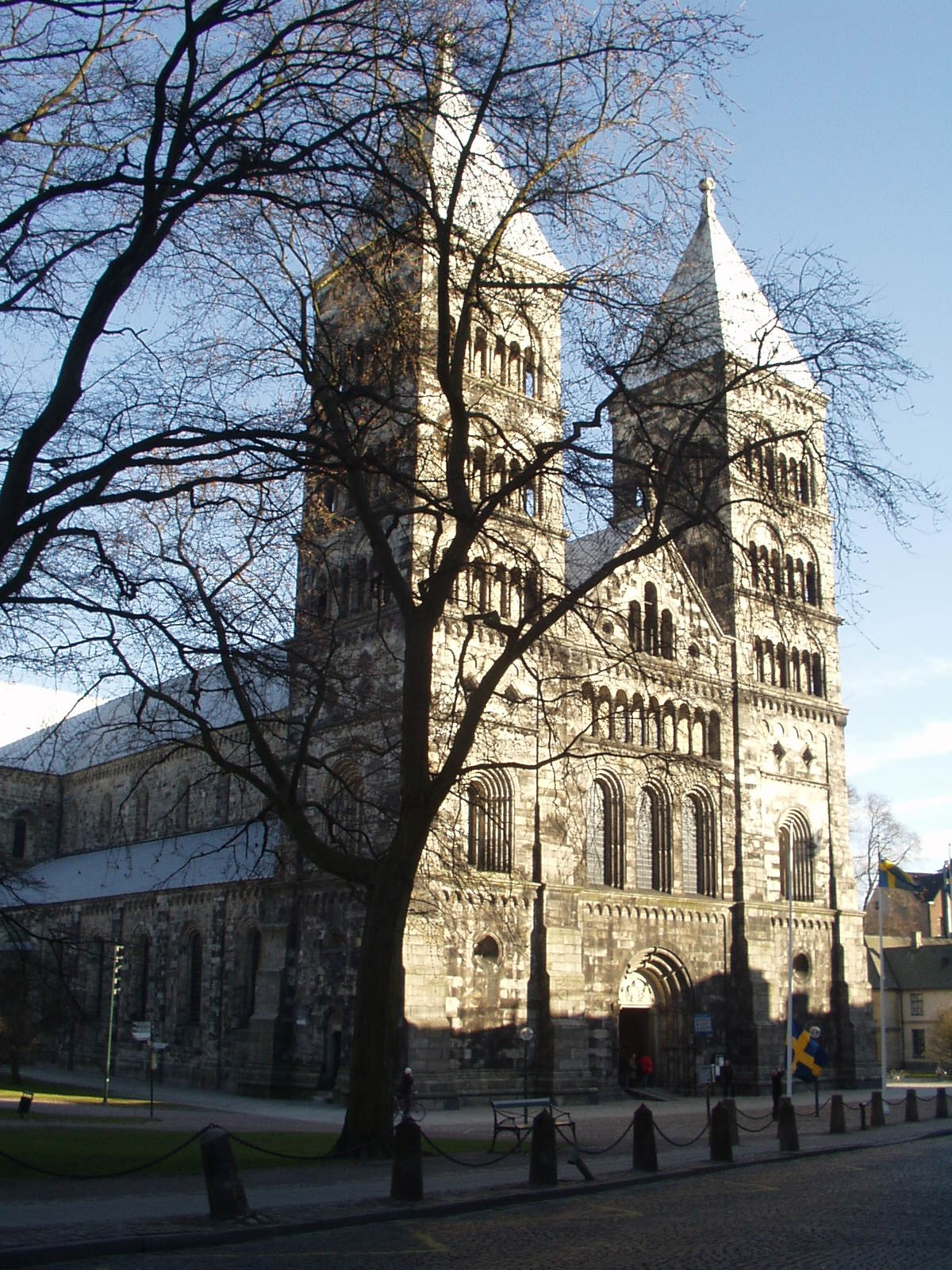
Catedral Luterana de Lund.

A mais antiga campanha para cristianizar os territórios que formavam a atual Suécia foi empreendida pelo monge Ansgário ou Oscar (801–865), que fez sua primeira visita a  Birka em 829, e obteve a permissão para erigir uma igreja. Em 831, ele retornou ao seu país de origem e tornou-se arcebispo de Hamburgo-Bremen, sendo responsável pelos cristãos do norte. Por volta de 850, ele retornou a Birka, onde a congregação original havia sido dissolvida. Ansgário tentou restabelecê-la mas ela só durou poucos anos. Ao longo dos anos seguintes,
as tentativas de cristianização resultariam em um grande fracasso.
Inicialmente o Cristianismo ganhou influência em Gotalândia Ocidental, por volta do ano 1000. Segundo Adão de Brema, o rei cristão
Olavo, o Tesoureiro, que governou entre  c. 995 e c. 1022, foi forçado a limitar as atividades dos cristãos na parte ocidental da província. 
Mas quando o rei Estenquilo assumiu o trono, em 1060, o cristianismo estava firmemente estabelecido na maior parte da Suécia, embora 
a população da  província de Uplândia ainda resistisse à nova religião.
O último rei adepto da antiga religião foi Blot-Sven, que reinou de 1084–1087.
A igreja nacional da Suécia  foi organizada em meados do século XII, durante o reinado de Santo Érico (1150-1160). Segundo a tradição, Érico também se engajou na Primeira Cruzada Sueca, expedição militar que tinha por objetivo converter os finlandeses ao cristianismo e conquistar a Finlândia. Todavia nenhum achado arqueológico ou fonte escrita dá sustentação a essa lenda; a diocese e o bispo da Finlândia não aparecem listados entre os seus homólogos suecos antes da década de 1250.

Líderes religiosos suecos anteriores à Reforma - incluindo Brígida da Suécia, fundadora do claustro católico de Vadstena, que ainda está ativo - continuam a merecer alta consideração da população como um todo. O convento de Vadstena é uma das maiores atrações turísticas da Suécia.

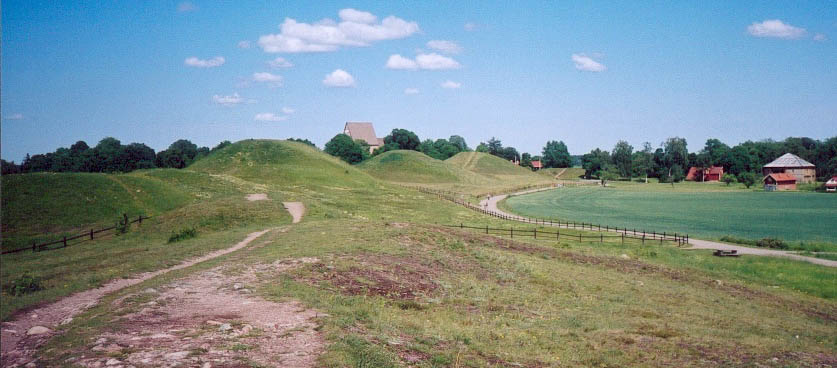
Velha Upsália, centro de culto na Suécia, até a destruição do templo, no final do século XI

Érico é também o santo padroeiro da Suécia, comemorado em 18 de maio.

## Reforma Protestante
A Reforma Protestante na Suécia tem sido geralmente considerada como uma manobra política do rei para assegurar o controle sobre a Igreja e seu patrimônio. Pouco depois de ter sido eleito rei, em 1521, Gustavo Vasa  pediu ao Papa que confirmasse Johannes Magnus como Arcebispo da Suécia, em substituição a Gustavo Trolle, que havia apoiado o rei dinamarquês Cristiano II e fora condenado por traição. Diante da recusa do Papa, Gustavo Vasa começou a promover os reformadores luteranos suecos  Olaus, Laurentius Petri e Laurentius Andreae. Gustavo Trolle foi afinal forçado a se exilar e logo todas as propriedades eclesiásticas foram transferidas para a Coroa. As relações com Roma foram cortadas e, em 1531, Laurentius Petri foi eleito o primeiro primaz protestante da Suécia.
Inicialmente, nenhuma mudança de doutrina foi feita pela igreja oficial. Porém, gradualmente, apesar dos protestos populares, contra a introdução de "luteranismos", a doutrina foi alinhada ao protestantismo continental. Posteriormente, o rei João III, um dos filhos de Gustavo Vasa, tomou algumas medidas para trazer a Igreja de volta ao catolicismo. Todavia, após sua morte, seu irmão, o Duque Carlos convocou o Sínodo de Uppsala, em 1593, que declarou a Bíblia como sendo a orientação exclusiva para a fé, com quatro documentos aceitos como explicações aos fiéis: o Credo dos Apóstolos, o de Niceia, o Credo de Atanásio e  a  Confissão de Augsburgo de 1530.
A iniciativa colocou Carlos em desacordo com o herdeiro do trono, seu sobrinho Sigismundo III da Polônia, que fora educado na fé católica. Embora Sigismundo tivesse prometido manter o luteranismo, as aspirações de Carlos ao poder o levaram à guerra contra Sigismundo, uma luta de poder que foi efetivamente decidida na batalha de Stångebro, em 1598, em favor de Carlos - e do protestantismo.
No período pós-Reforma, geralmente conhecido como o "período de ortodoxia luterana", pequenos grupos não-luteranos, especialmente calvinistas neerlandeses, a Irmandade da Morávia, os valões ou huguenotes franceses da Bélgica, desempenharam um papel significativo no comércio e na indústria, e foram discretamente tolerados na medida em que mantiveram um baixo perfil religioso. Os lapões originalmente tinham a sua própria religião xamânica, mas  foram convertidos ao luteranismo por missionários suecos, nos séculos XVII e XVIII.

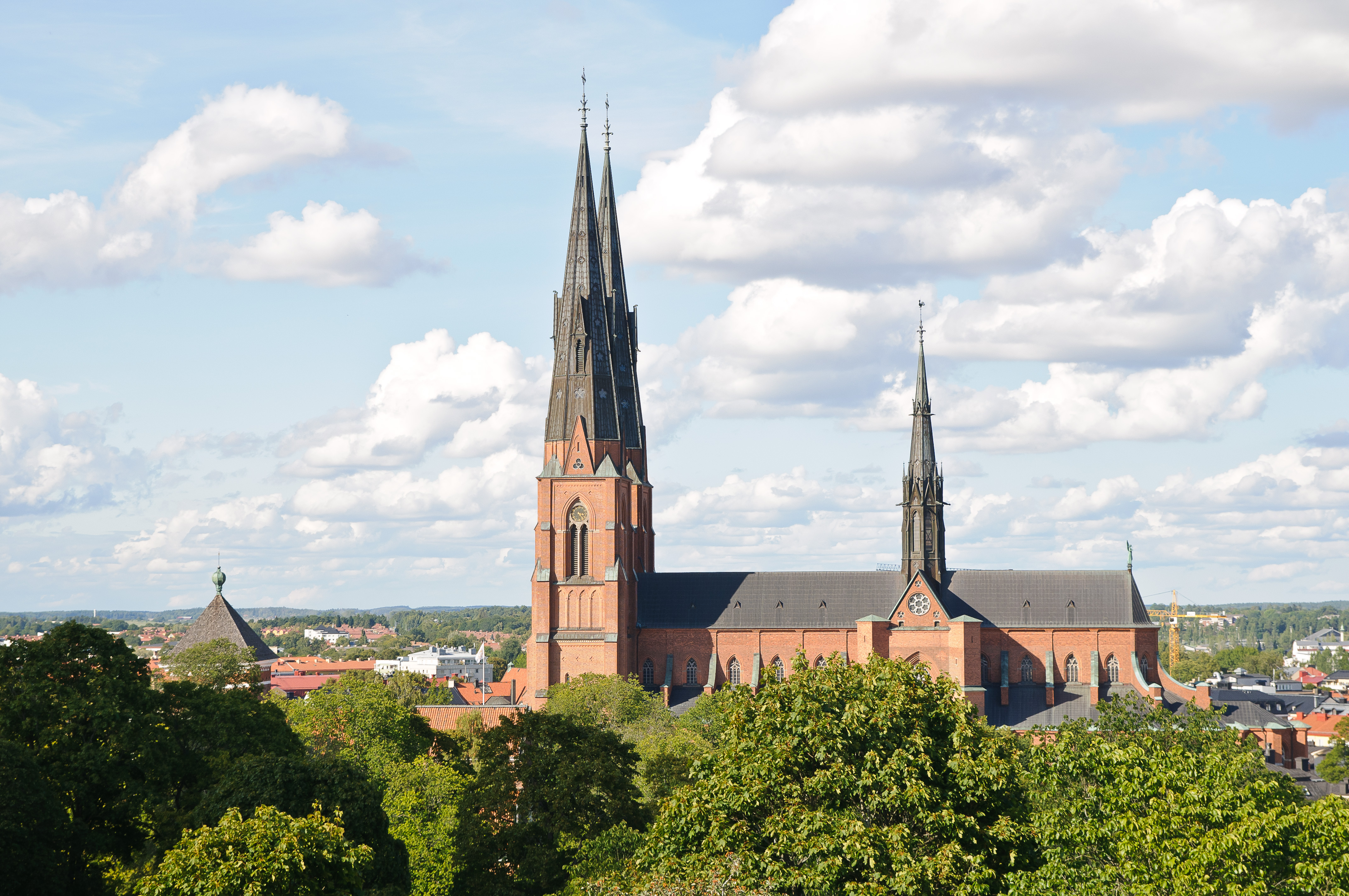
Catedral de Uppsala a sede da Igreja Luterana da Suécia.

## Liberalização
Somente no fim do século XVIII os praticantes de outras religiões, incluindo o judaísmo e o catolicismo, puderam viver e trabalhar livremente na Suécia. Mas, até 1860, a conversão dos luteranos suecos a outra religião era ilegal.

## Igrejas livres
Ao longo do século XIX, surgem várias igrejas livres evangélicas e, mais para o final do século, estabelece-se o secularismo, levando muitos a se distanciarem dos rituais da Igreja. Com a chamada Lei do Dissidente, de 1860, tornou-se legal deixar a Igreja da Suécia, sob a condição de ingressar em alguma outra denominação. O direito de não pertencer a qualquer denominação religiosa só foi estabelecido através da Lei de Liberdade Religiosa, em 1951.
Atualmente o Conselho da Igreja Livre Sueca (em sueco:  Sveriges Frikyrkosamråd) reúne as igrejas livres, pertencentes a várias denominações protestantes: batistas, metodistas, reformados, pentecostais etc. No total essas igrejas têm aproximadamente  250.000 membros. A maior delas é a Igreja Missionária Sueca, com cerca de 65.000 membros
A constituição assegura  liberdade religiosa. Além disso, em todos os níveis de governo, existem leis que proíbem práticas discriminatórias ou persecutórias por motivos religiosos.
Oito denominações religiosas reconhecidas, além da Igreja da Suécia, são mantidas através de contribuições dos seus membros. Todas elas também recebem subsídios do governo - diretamente, através de isenções fiscais ou de ambas as formas. Uma vez que a população é predominantemente cristã,  alguns feriados cristãos são também feriados nacionais. Estudantes pertencentes a minorias não cristãs também são dispensados das aulas nas datas religiosas mais importantes.
Não se requer registro ou licença  para o exercício de atividade religiosa. Grupos religiosos que desejarem receber ajuda governamental devem solicitá-lo formalmente. Para a concessão do benefício, o governo leva em conta apenas o número de membros e o tempo de estabelecimento da denominação.
A educação religiosa, abrangendo as principais religiões do mundo, é compulsória nas escolas públicas. Os pais podem matricular seus filhos em escolas religiosas independentes, as quais também recebem subsídios do governo, desde que obedeçam às diretrizes governamentais referentes ao currículo mínimo.

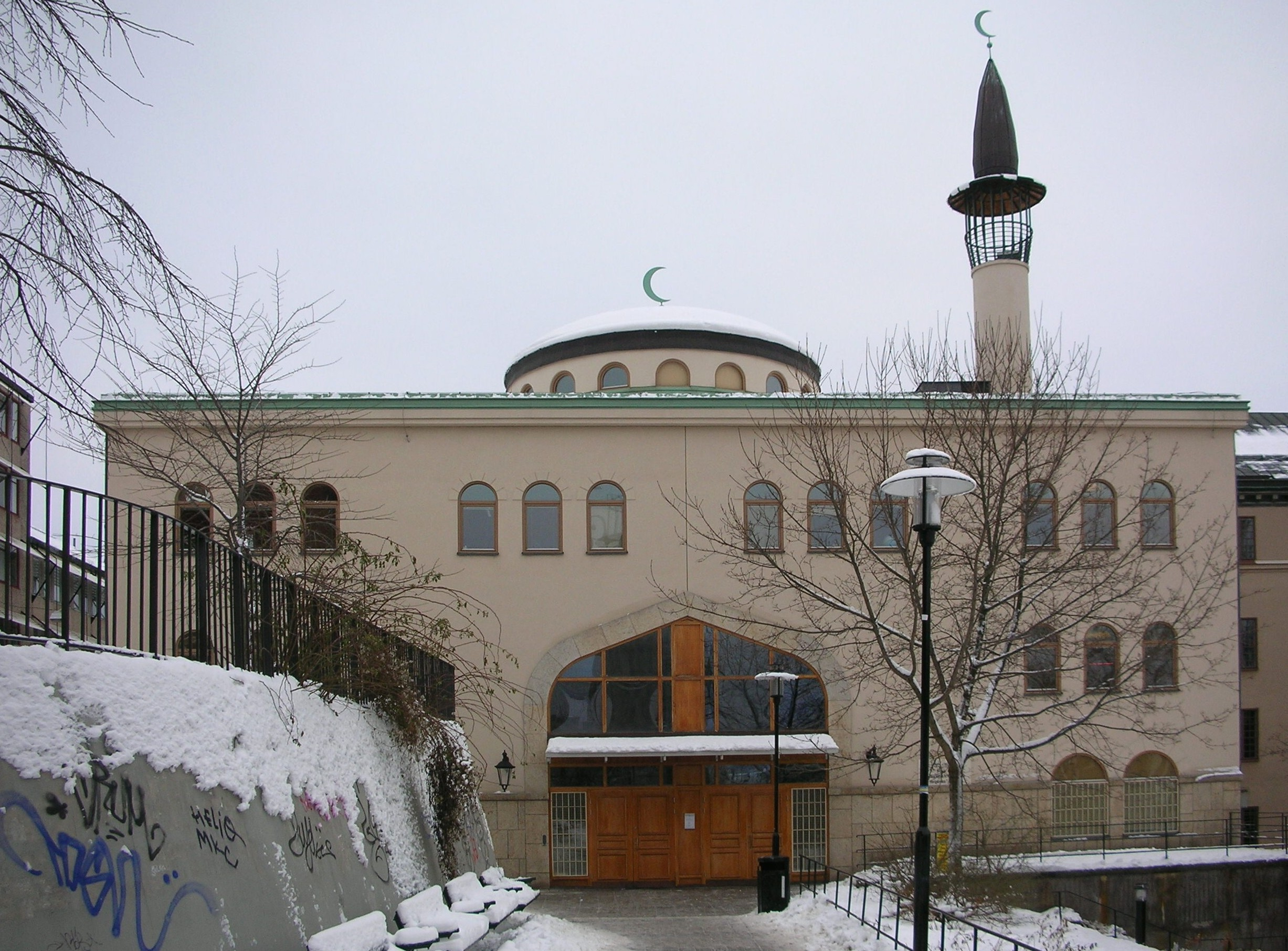
Mesquita de Estocolmo

O Escritório do Ombudsman contra a Discriminação Étnica investiga denúncias de discriminação "de raça, cor, origem nacional ou étnica e religião." A discriminação por motivos religiosos é ilegal, inclusive no local de trabalho e no acesso a serviços públicos e privados .
No fim de 2008, 2,9% dos suecos pertenciam à Igreja da Suécia, um número decresce  aproximadamente 0,1% ao ano, sendo que os cultos da Igreja da Suécia são frequentados por menos de 10% da população. O grande número de membros inativos deve-se, em parte, ao fato de que, até 1996, as crianças, ao nascer, tornavam-se  automaticamente membros da igreja, desde que pelo menos um dos pais também fosse membro. A partir de 1996, apenas as crianças que fossem batizadas tornavam-se membros da Igreja. Cerca de 275.000 suecos atualmente fazem parte das várias igrejas livres, onde a frequência é muito maior. Além disso, devido à imigração, existem atualmente cerca de 92.000 católicos romanos e 100.000 cristãos ortodoxos vivendo na Suécia. Por conta da imigração, a Suécia também tem uma significativa população muçulmana. Cerca de 500.000 habitantes são muçulmanos por tradição  e, dentre eles, 80.000 a 400,000 são praticantes.
Durante o século XVIII, a Suécia estabeleceu uma aliança com o Império Otomano e o rei sueco Carl XII viveu sob proteção dos otomanos de 1709 a 1714, o que fez com que os suecos se interessassem pelo Islã. Logo a Suécia garantiria liberdade de culto aos muçulmanos. Os tátaros bálticos foram o primeiro grupo muçulmano na Suécia moderna. A religião chegou ao país inicialmente através da imigração proveniente de países de população predominantemente muçulmana como Bósnia e Herzegovina, Turquia, Marrocos, Iraque, Irã e Somália) no final do século XX. Estimativas para o ano de 2000, indicavam a presença de 300.000 a 350.000 muçulmanos étnicos no país.

## Estatísticas recentes
Em 2018, 57.7% dos suecos eram membros da igreja - o que significou uma queda de 1,6% em relação a 2017. Menos de 4% dos membros da Igreja da Suécia frequentam os cultos semanalmente; cerca de 10% frequentam regularmente.
Muitos outros grupos religiosos estão representados na sociedade sueca. A historia dos judeus na Suécia pode ser traçada desde o século XVII. Em decorrência da imigração, há também um número significativo de muçulmanos e de cristãos siríacos. A imigração, sobretudo originária da Polônia e da antiga Iugoslávia, motivou o rápido crescimento da Igreja Católica Romana no país.
Segundo pesquisa realizada em 2010 pelo Eurobarômetro, instituto de pesquisa da Comissão Europeia,
- 22% dos cidadãos suecos "acreditam em Deus".

- 45% "acreditam que exista algum espírito ou força vital".

- 30% "não acreditam em qualquer tipo de espírito, Deus ou força vital".

O professor Phil Zuckerman, do Pitzer College, em Claremont (Califórnia), em sua pesquisa, apresentou que nos últimos anos, a taxa de ateísmo na Suécia oscila em cerca de 46% . Sua pesquisa perguntou quantos praticavam algum tipo de religião e os que não praticavam nenhuma, considerou ateus, pela história da Suécia se sabe a influência do cristianismo, até mesmo sua Bandeira mostra isso com o símbolo da cruz nórdica, A cruz nórdica é uma referência ao Cristianismo, muito embora seja apresentada não de forma centralizada, como a cruz grega, mas mais localizada na porção esquerda da bandeira.
Os países nórdicos possuem um passado comum, o que envolve também as mitologias que se referem a esta região, também conhecidas como mitologia germânica, a qual forma um conjunto de lendas pré-cristãs dos povos escandinavos, muitas das quais conhecidas até os dias atuais.
Como é de se esperar, e que fica nítido na bandeira da Suécia, é a predominância da religião Cristã em seu território, o que se manifesta através da cruz nórdica.
O Papa Francisco visitou Lund no dia 31 de outubro de 2016. Esta visita histórica aconteceu porque os católicos e luteranos juntos comemoram o 500º aniversário da Reforma em 2017. A visita do Papa Francisco foi a primeira visita papal à Suécia desde que João Paulo II esteve em 1989.

## Casamentos LGBT
Em 22 de outubro de 2009, o conselho diretor da Igreja da Suécia, aprovou por 176 votos a 62 a permissão para que seus padres celebrem casamentos entre casais do mesmo sexo, a partir de 1º de novembro de 2009.